# آتشکده نویس
آتشکده نویس یا آتشکده بُرزو یا چهارطاقی بُرزو سازه‌ای مربوط به دوره ساسانی است و در شهرستان جعفرآباد، بخش قاهان، روستای نویس  واقع شده‌است. این اثر در تاریخ ۲۰ خرداد ۱۳۲۱ با شماره ثبت ۳۴۴ به عنوان یکی از آثار ملی ایران به ثبت رسیده است.

## ویژگی‌های معماری
ویژگی‌های کالبدی و عناصر معماری و سازه بنا نشانگر آن است که همروزگار با دیگر چهارطاقی‌های جداگانه ایران است و دیرینگی نزدیک به ۲۰۰۰ سال دارد. تاریخ ساخت این بنا را می‌توان به پایان دوره اشکانی (پارتی) و به احتمال کمتر به آغاز دوره ساسانی شناسایی کرد. این چهارطاقی در کوهدشت به نام «دشت بروز» در دامنه بلندی‌های باختری روستای‌ نویس در ۱۷ کیلومتری شمال شرق تفرش (به خط مستقیم)، در بخش خلجستانِ استان قم جای دارد. مردم محلی این بنا را به‌طور سنتی با نام «چارطاق» یا «چارطاقی» می‌شناسند. چهارطاقی‌ نویس یکی دیگر از نمونه‌های چهارطاقی‌های یگانه در ایران با دیسه متقارن چهار سویه و با قاعده چهارگوش است. بنا از چهارپایه با چهار طاق ساخته شده که گنبدی با میانجی چهار فیلپوش بر روی آن‌ها ساخته شده‌است. مصالح بنا منحصراً عبارت است از قلوه سنگ و لاشه‌سنگ‌های بدون تراش با ملات گچ. چهار سوی بنا، چشم‌اندازی باز و بی هیچ در یا پنجره و مانعی است.
از دید ساختمانی چهارطاقی همانند این بنا در استان فارس و دیگر مناطق ایران دیده می‌شود.

## گالری

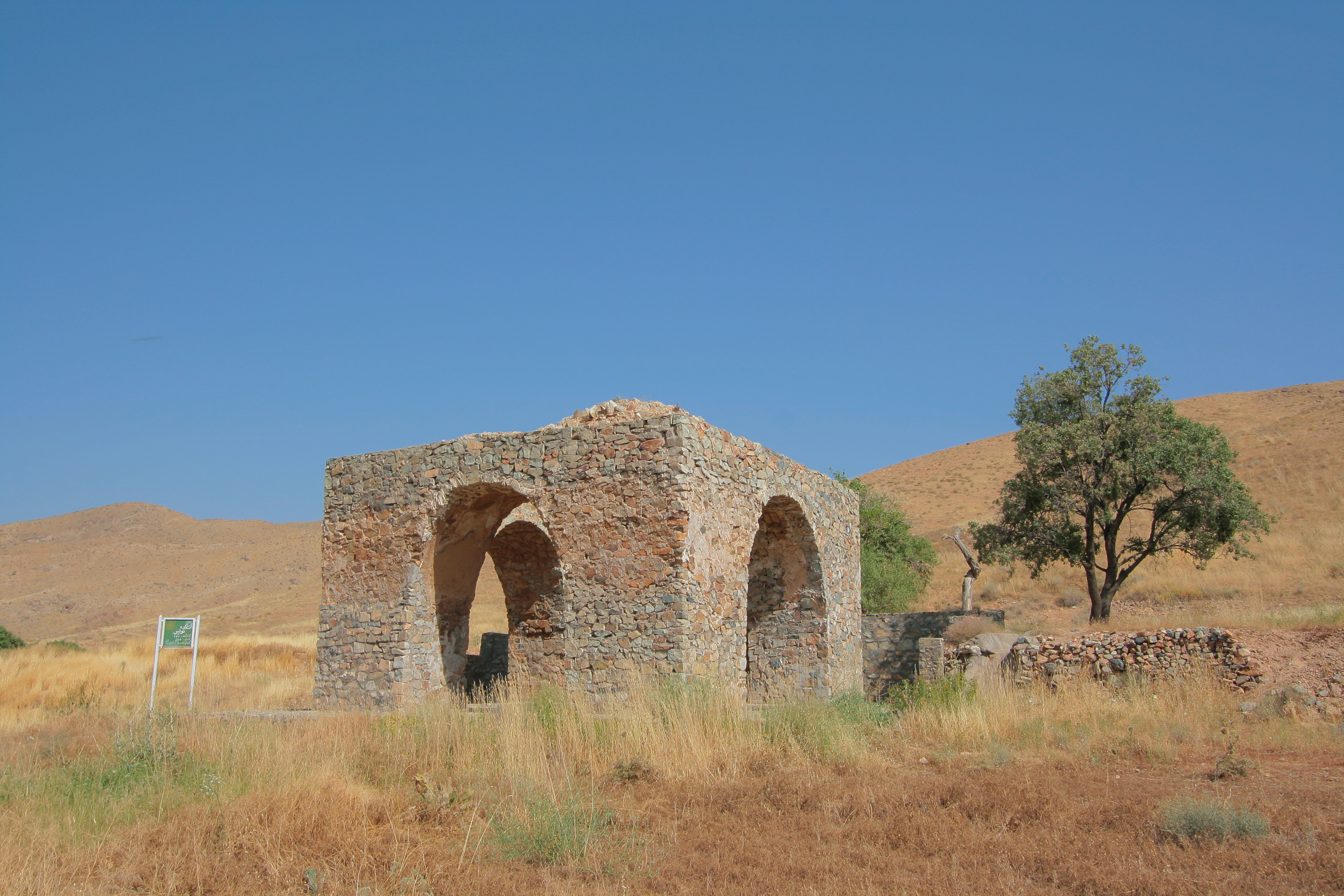
چهارطاقی نویس
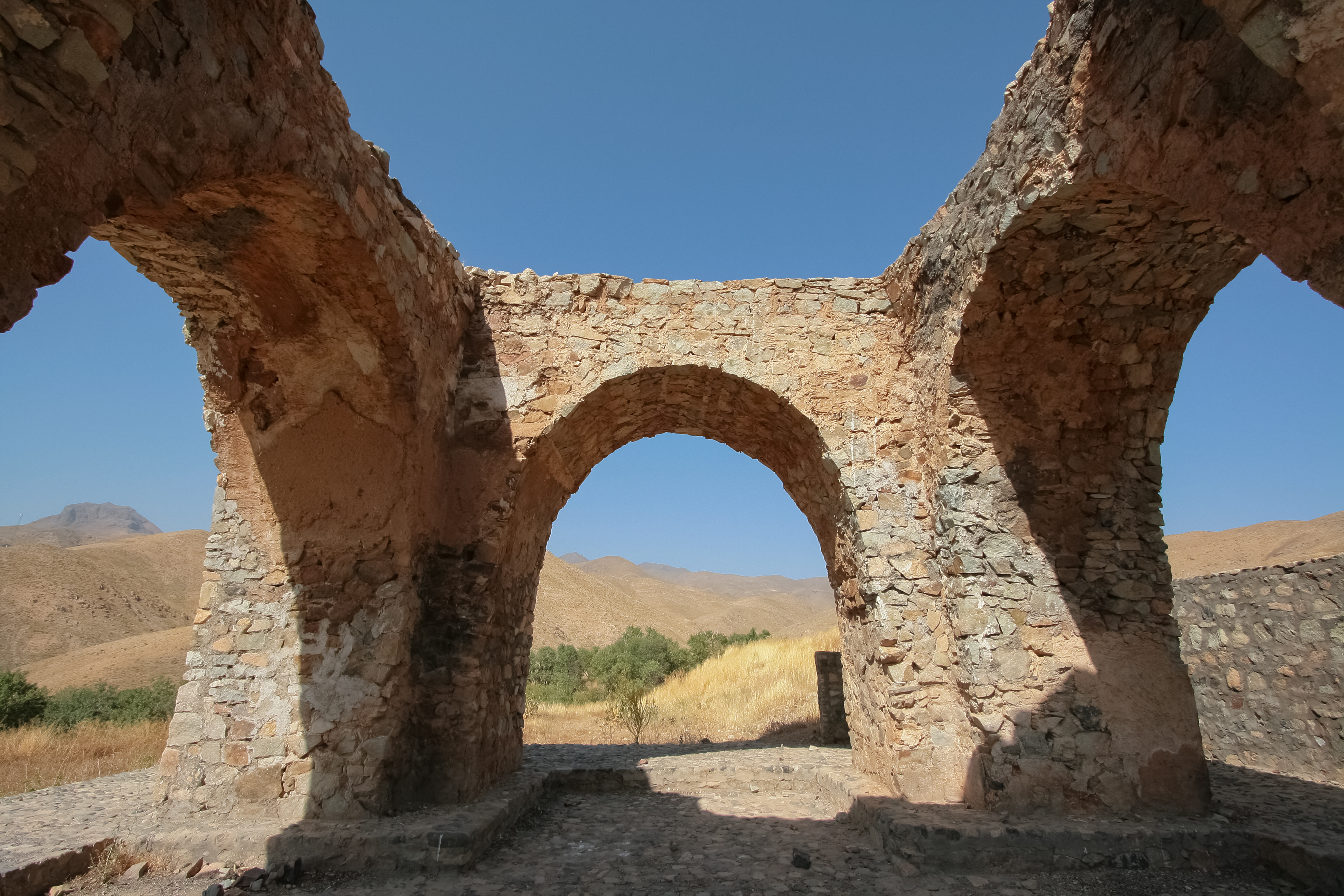
نمایی از داخل چهارطاقی
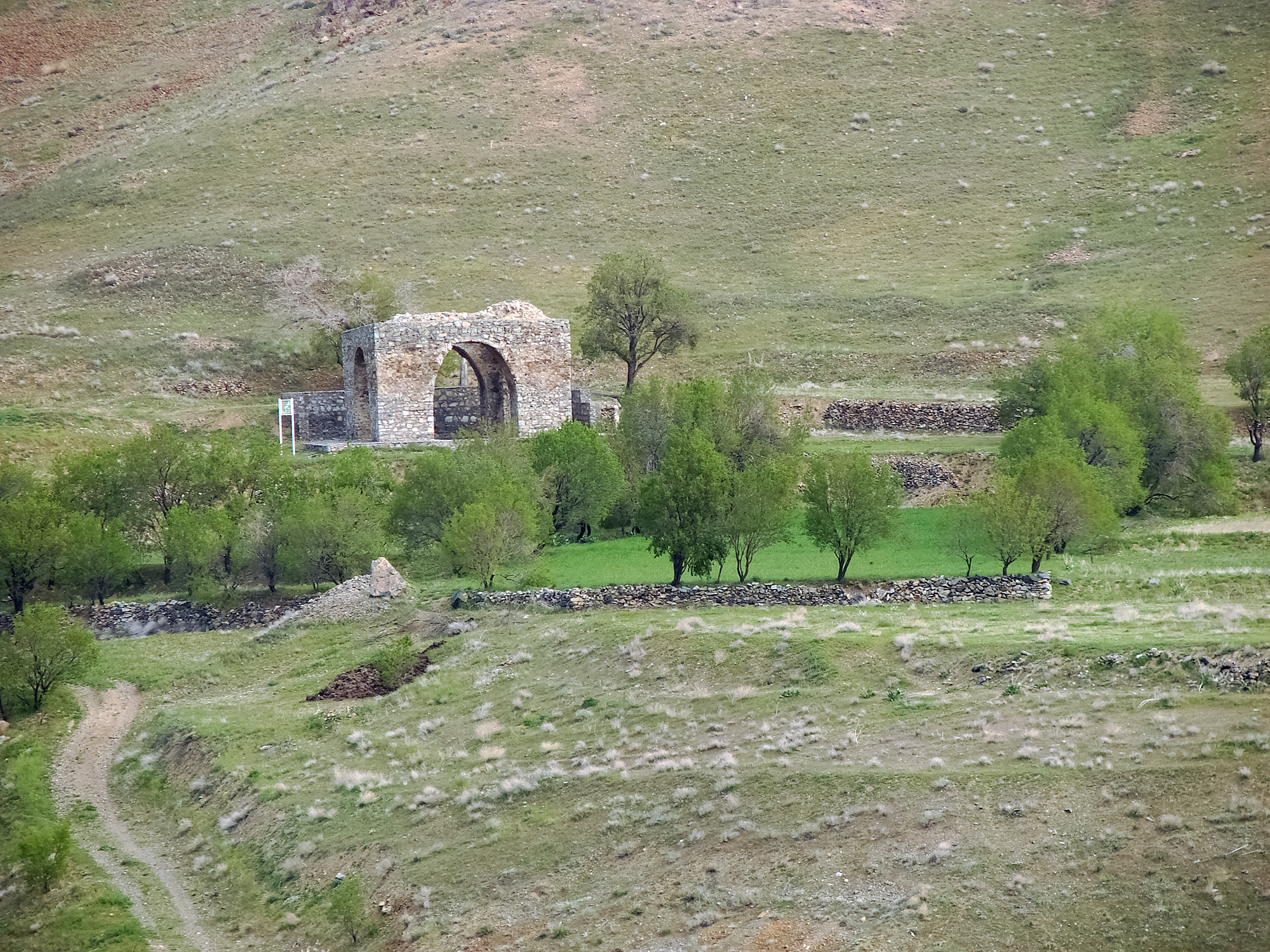
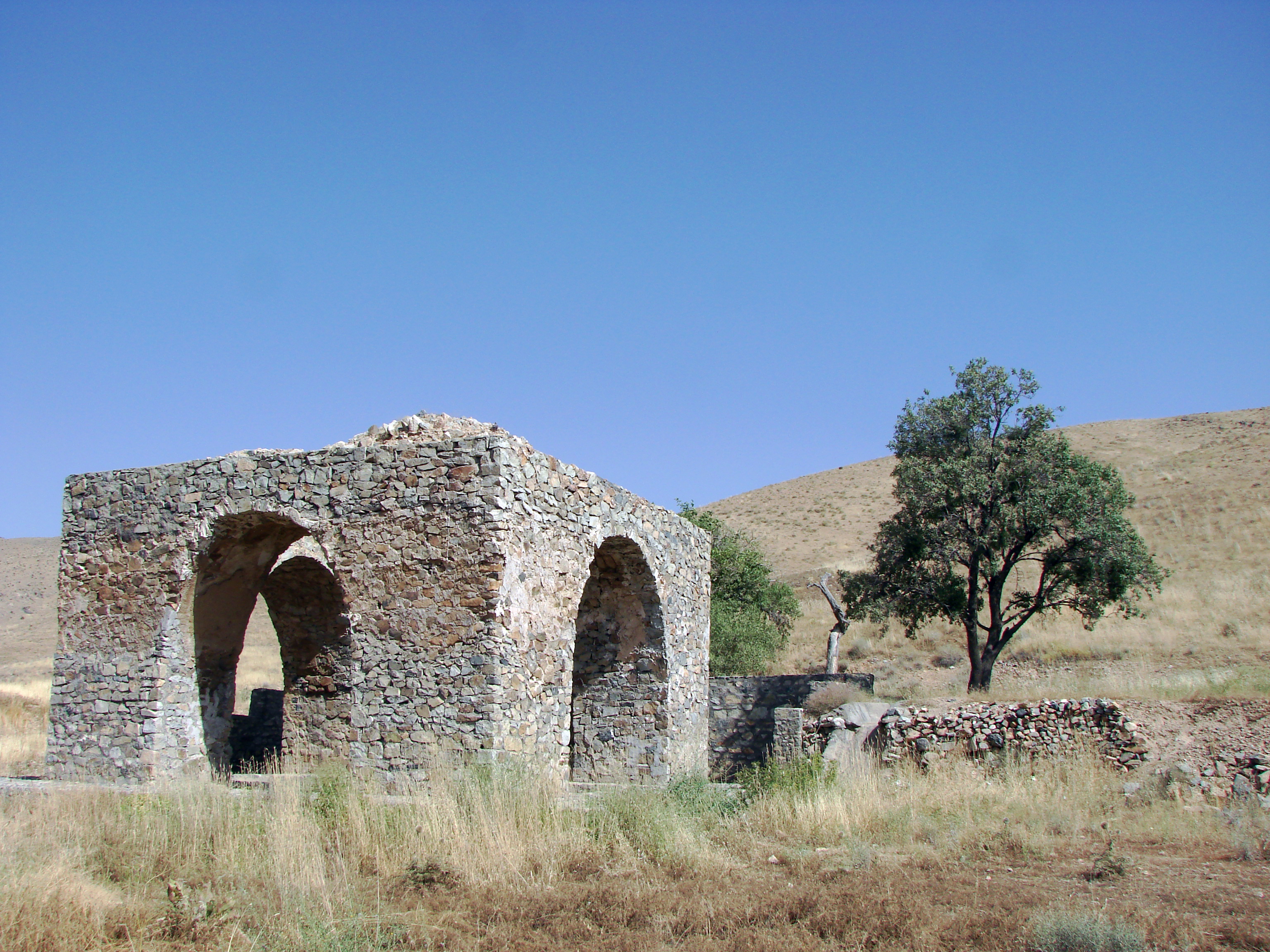
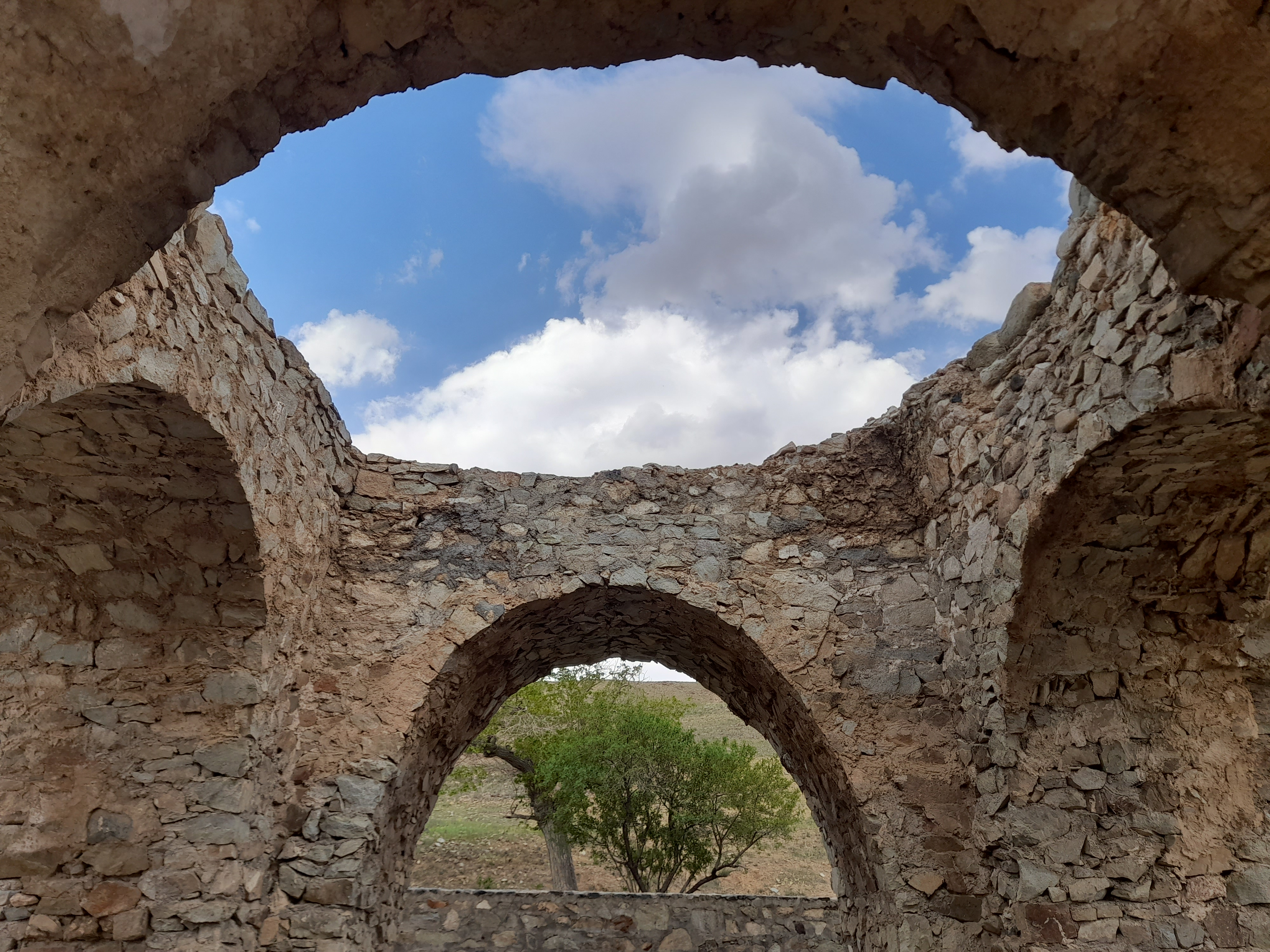
نمای درونی چهارطاقی